# ファビアン・カノッビオ
ファビアン・カノッビオ（Néstor Fabián Canobbio Bentaberry, 1980年3月8日 - ）は、ウルグアイ・モンテビデオ出身の元サッカー選手。元ウルグアイ代表である。ポジションはミッドフィールダー。

## 経歴
2001年にCAペニャロールに加入すると、ミッドフィールダーながら2シーズンで26得点を挙げる活躍を見せた。2003年にバレンシアCFに移籍するが、レギュラー奪取には至らなかった。2004年、当時2部のセルタ・デ・ビーゴに移籍すると、2位でシーズンを終え、1部復帰を果たした。2005-06シーズンは6位と健闘したが、2006-07シーズンは18位で2部に降格した。セルタで中盤の要として4シーズンを過ごし、2008年、レアル・バリャドリードに移籍した。同年11月、セビージャFC戦では勝利につながる2得点、レアル・マドリード戦では決勝点を決めた。2010年7月、AEL 1964へ移籍。
ウルグアイ代表としては、2001年10月7日のコロンビア代表戦でデビューした。2007年のコパ・アメリカでは準決勝でブラジルにPK戦の末敗れたが、4位に入った。

## タイトル
CAペニャロール
- プリメーラ・ディビシオン : 2003

バレンシアCF
- プリメーラ・ディビシオン : 2003-04
- UEFAカップ : 2003-04